# 普魯士的安娜 (1836年)
玛丽·安娜·费德莉卡（德語：Maria Anna Friederike，1836年5月17日—1918年6月12日）是黑森-卡塞尔伯国（德語：Landgräfin von Hesse）和普魯士王國的公主。她是黑森-卡塞爾的腓特烈·威廉的第二任妻子。

## 早年
安娜公主的父亲是普魯士的卡爾王子，祖父是国王腓特烈·威廉三世。她长的十分漂亮，当时有不少的求婚者。1852年冬天，她在柏林认识了奥地利皇帝弗朗茨·约瑟夫一世。弗朗茨·约瑟夫一世爱上了她并很快就求婚。但是安娜公主当时已订婚，而普鲁士宫廷也对和奥地利的聯姻持反对的态度。
最后在1853年，她和黑森-卡塞爾的腓特烈·威廉结婚。安娜公主是他的第二任妻子；腓特烈·威廉的原配亞歷山德拉·尼古拉耶夫娜女大公在九年前因难产而逝世。因为腓特烈·威廉对前妻念念不忘，所以他和安娜公主的关系一直都很冷淡。尽管如此，安娜公主为他诞下六名孩子。
她活跃于德国宫廷和上流社会各界。本身会弹钢琴的她和多位音乐家是好友，包括约翰内斯·勃拉姆斯、克拉拉·舒曼、約翰·彼得·埃米琉斯·哈特曼和安東·魯賓斯坦等。

## 晚年和改宗
在1880年代，安娜公主接连遭遇了无数命运的打击，这让她更多地转向了宗教事物。1882年，她10岁的女儿玛丽·波吕克塞尼死于骨髓炎，1884年，她的丈夫死于严重的胃病，1886年，她失去了年轻的女婿，安哈尔特亲王利奥波德，1888年，她的长子腓特烈·威廉于在一次海上航行中去世。
1866年，她在美因茨逗留期间认识了威廉·伊曼纽尔·冯·凯特勒主教，给她留下了深刻的印象，并激发了她对罗马天主教会的持久兴趣。她经常住在罗马天主教富尔达教区附近艾兴泽尔的法萨内里城堡。多年来，公主对罗马天主教信仰的喜爱与日俱增，最终在维克多·蒂勒曼的彻底指导下，于1901年10月10日正式宣布皈依罗马天主教会。除了当地主教阿达尔伯特·恩德特和他的继任者约瑟夫·达米安·施密特之外，后来的迈森主教克里斯蒂安·施赖伯和奥地利女大公玛丽亚·路易莎。她的丈夫卡爾二世王子（他本人也是皈依者）也参加了富尔达神学院教堂的仪式。
早在1901年8月7日，一名私人警察就给她带来了德皇威廉二世的手信，在信中，他作为霍亨索伦家族的首领，因她改变信仰而希望将她逐出家族。他还宣布将禁止霍亨索伦家族的所有成员与她发生性关系。这封信的一些段落被公开，引起了巨大轰动，因为它被视为对天主教的攻击，从而攻击了三分之一的帝国人口。然而1918年，安娜公主去世前不久，他再次亲自拜访了她，对自己的行为感到后悔并与她和解。

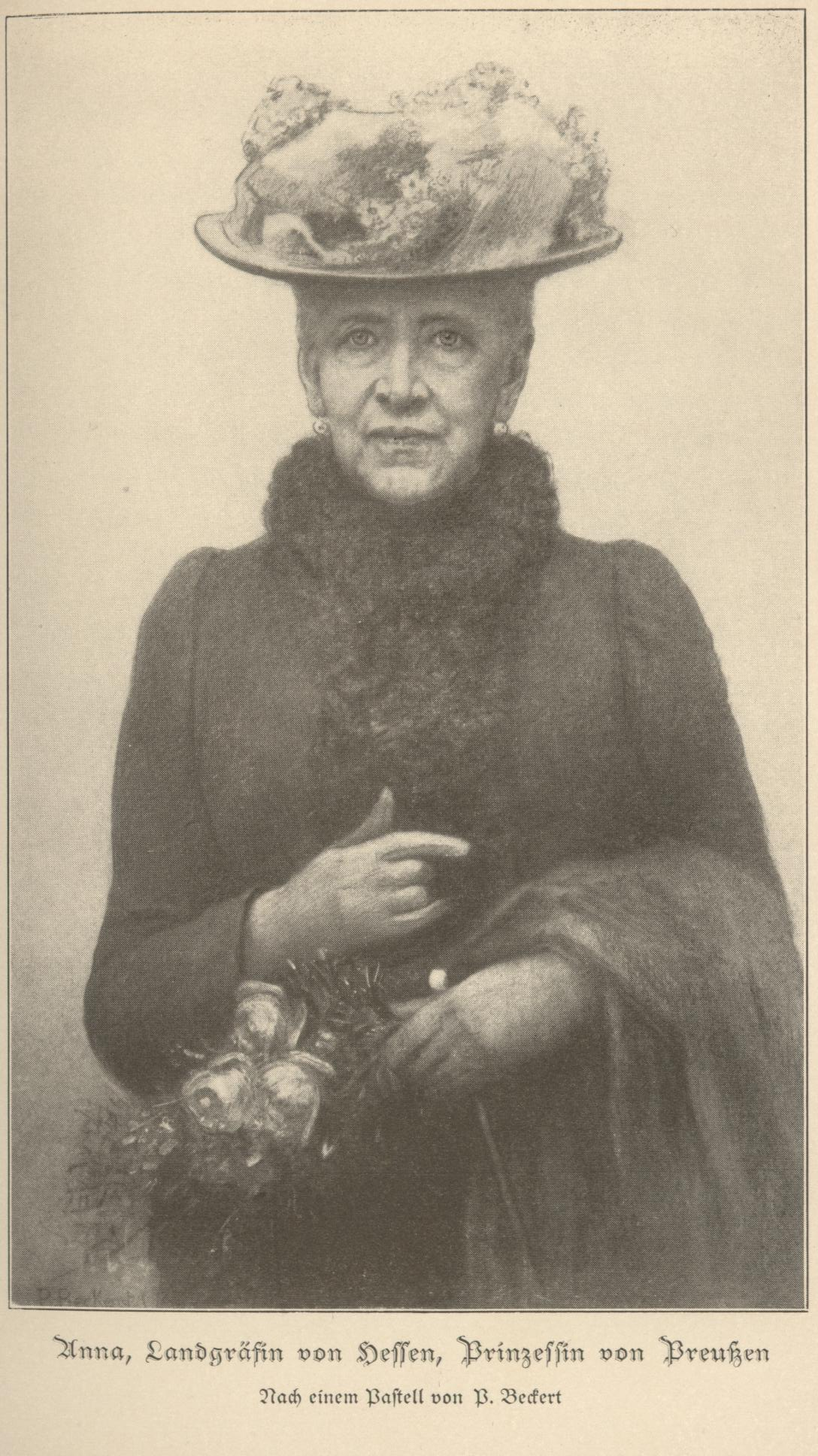
1916年的安娜

1902年4月公主前往罗马，会见了教皇利奥十三世，并受到私人接见。这次她还会见了当时的聖座國務卿贾科莫·德拉·基耶萨（Giacomo della Chiesa），即未来的本笃十五世。
1905年，安娜公主被接纳为方济各会第三会成员，后来根据她的要求，她被安葬在她姐姐的葬礼中。自1902年以来，她与欣费尔德新成立的圣博尼法修斯修道院保持着友好联系，并向该修道院捐赠了几笔宝贵的捐款，包括一件由二十個部分组成的绿色法衣、保罗·贝克特创作的欧根·冯·马泽诺勋章创始人的肖像画以及有一个银色的祭坛十字架，上面有四个烛台，上面有一个十字架遗物。献主会传教士会任命她为名誉献主，年轻的牧师经常在夏季庆祝弥撒的阿多弗塞克城堡的城堡礼拜堂担任牧师。

## 逝世和下葬
安娜在法兰克福度过了她的最后几年，并于1918年6月12日去世，享年82岁。教皇本笃十五世亲自祝福并致以问候。在她去世時，普鲁士的安娜是霍亨索伦王室最年长的成员。6月17日，她被安置在她捐赠的圣安东尼教堂里，这座教堂是她每天祈祷和弥撒的住所。林堡主教奥古斯丁·基利安在那里举行了宗座安魂儀式，荷兰女王威廉明娜和许多王室成员也在场。然后棺材被火车运到富尔达，按照公主的要求，公主被埋葬在富尔达大教堂的圣安妮祭坛前，靠近圣博尼法斯坟墓的地方。教会的铭文如下：

| Hic iacet Serenissima Landgrafia Hassiae ANNA Principissa Borussiae nata Berolini die 17. maii 1836 obiit Francofurti die 12. junii 1918 + Misericordias Domini in aeternum cantabo R.I.P. | 这里长眠着普鲁士公主黑森伯爵夫人安娜殿下，于1836年5月17日出生于柏林，于1918年6月12日在法兰克福去世。“我将歌唱我们主的永恒慈悲……”安息吧 。 |

## 獲得榮譽
- 普魯士王國：路易斯勳章，第一級
- 黑森大公國：金獅勳章[2]
- 西班牙：瑪麗亞·路易莎女王勳章 -

## 子女
安娜和她的丈夫腓特烈·威廉育有六个孩子，其中腓特烈·卡尔于1918年当选为芬兰国王。孩子们是：
- 腓特烈·威廉·尼古拉斯·卡尔（1854–1888）
- 伊丽莎白·夏洛特·亚历山德拉（1861–1955）⚭ 1884 年安哈尔特亲王利奥波德（1855–1886）
- 亚历山大·腓特烈·威廉·阿尔布雷希特（1863–1945）⚭ 1925 吉塞拉·弗莱因·施托克霍纳·冯·斯塔林（1884–1965）
- 腓特烈·卡尔·路德维希·康斯坦丁（1868-1940 年），1918 年名义上的芬兰国王 ⚭ 1893年普鲁士的玛格丽特（1872-1954）
- 玛丽·波吕克塞内（1872–1882）
- 西比勒·玛格丽特（1877–1953）⚭ 腓特烈·弗雷赫尔·冯·文克（1867–1925）